# Eleni Karaindrou, Concert in Athens
Eleni Karaindrou, Concert in Athens is een livealbum van Eleni Karaindrou en haar orkest met als solisten de Noorse saxofonist Jan Garbarek en de Amerikaanse altvioliste Kim Kashkashian. De opnamen werden verricht tijdens een concert dat het ensemble gaf op 19 november 2010 in Megaron in Athene. De muziek valt binnen de categorie new ageachtige filmmuziek. Alle muziek is geschreven door Karaindrou.

## Musici
- Kim Kashkashian – altviool
- Jan Garbarek – tenorsaxofoon
- Vangelis Christopoulos – hobo
- Eleni Karaindrou – piano
- Camerata-orkest onder leiding van Alexandros Myrat

## Muziek
| Nr. | Titel                                         | Duur |
| --- | --------------------------------------------- | ---- |
| 1.  | Requiem for Willy Loman (Death of a salesman) | 3:58 |
| 2.  | Eternity theme (Eternity and a day)           | 1:58 |
| 3.  | Closed roads                                  | 5:36 |
| 4.  | Waiting (Number ten)                          | 2:07 |
| 5.  | Voyage (Voyage to Cythera)                    | 2:10 |
| 6.  | Invocation (Who’s afraid of Virginia Woolf)   | 2:26 |
| 7.  | Tango of love (Number ten)                    | 1:41 |
| 8.  | Tom’s theme (The glass menagerie)             | 1:36 |
| 9.  | Laura's waltz (The glass menagerie)           | 3:22 |
| 10. | Adagio (Landscape in the mist)                | 3:49 |
| 11. | After memory                                  | 2:45 |
| 12. | Farewell theme (The beekeeper)                | 4:27 |
| 13. | Seeking theme (Dust of time)                  | 2:18 |